# 나카조 아야미
나카조 아야미(일본어: 中条 あやみ, 1997년 2월 4일 ~ )는 일본의 패션 모델, 배우이다.
오사카부 오사카시 아베노구 출신. TEN CARAT 소속.

## 내력
2011년, 여성 패션 잡지 《Seventeen》의 전속 모델 오디션 〈미스 세븐틴〉에 응모. 신카와 유아, 반도 노조미, 하시즈메 아이와 함께 그랑프리에 뽑힌다.
2012년, 드라마 《검은 여교사》로 배우 데뷔.
2014년, 영화 《극장판 제로》로 첫 주연.

## 인물
- 아버지가 영국인이다.

## 출연

### 드라마
- 검은 여교사 (2012년 7월 ~ 9월, TBS) - 우메하라 유 역
- SUMMER NUDE (2013년 7월 ~ 9월, 후지 TV) - 이치노세 마미 역
- She (2015년 4월 ~ 5월, 후지 TV) - 오기와라 아즈사 역
- 이마와노 키요시로 트랜지스터 라디오 (2015년 5월 3일, NHK BS 프리미엄) - 나가시마 미치요 역
- 정말로 있었던 무서운 이야기 여름 특별편 2015 〈빙의의 사당〉 (2015년 8월 29일, 후지 TV) - 이이다 마미 역
- 스트레인저~괴물이 사건을 파헤치다~ (2016년 3월 27일, TV 아사히) - 마리아 역

### 영화
- 극장판 제로 (2014년, KADOKAWA) - 주연·아야 역
- 라이치☆히카리 클럽 (2016년, 닛카츠) - 카논 역
- 올바른 버스 분별법 (2016년, 제30회 타카사키 영화제 상영작) - 주연
- 세토우츠미 (2016년, 브로드 미디어 스튜디오) - 카시무라 역
- 치어 댄스 (2017년, 토호) - 타마키 아야노 역
- 복면계 노이즈 (2017년) - 주연·아리스가와 니노 역
- 니세코이: 거짓 사랑 (2018년) - 주연 키리사키 치토게 역
- 눈에 갇힌 외딴 산장에서 (2024년) - 주연 나카니시 타카코 역

### 버라이어티
- another sky - 어나더 스카이 - (2016년 10월 ~ , 닛폰 TV) - MC

### CM
- 패스트 리테일링
  - UNIQLO (2013년)
  - GU (2016년)
- JR 서일본
  - 마이 페이버릿 칸사이 (2014년 3월 ~ )
  - 내일 세런디피티 (2015년 10월 ~ )
- 닌텐도 제로~누레가라스의 무녀~ (2014년 9월 ~ )
- 카오 메리트 퓨안 (2015년 3월 ~ )
- 오오츠카 제약 포카리 스웨트 (2015년 4월 ~ 2016년 4월)
- NTT 도코모 d 포인트 (2015년 12월 ~ )
- 하겐다즈 (2016년 2월 ~ )

### 광고
- 슈에이샤 슈에이샤 분코 〈나츠이치〉 (2016년)

### 뮤직 비디오
- 사카낙션 〈굿 바이〉 (2014년 1월 15일)
- 동방신기 〈TREE OF LIFE〉 (2014년 3월 5일)

## 서적

### 잡지
- Seventeen (2011년 10월호 ~ , 슈에이샤) - 전속 모델